# Bataillon Ajdar
Das Bataillon Ajdar (ukrainisch 24-й окремий штурмовий батальйон «Айдар»), in deutschsprachigen Medien meist Bataillon Aidar geschrieben, ist ein im Mai 2014 gegründeter freiwilliger ukrainischer Kampfverband. Das Bataillon trägt den Namen des Flusses Ajdar in der Oblast Luhansk. Das Freiwilligenbataillon war eines der ersten, die 2014 entstanden, um die Separatisten im Osten der Ukraine zu bekämpfen.

## Geschichte

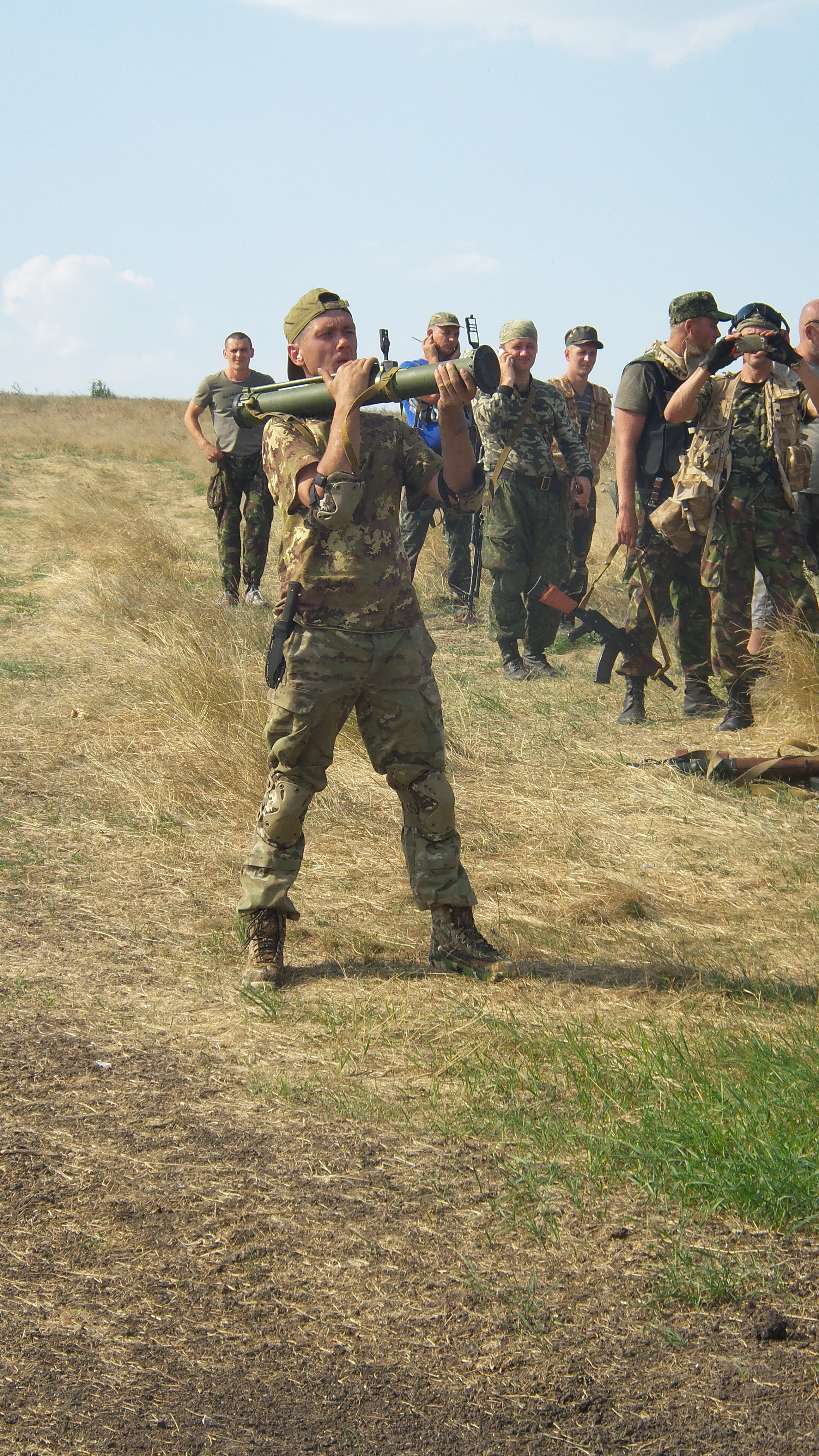
Freiwillige des Bataillon Ajdar während einer Übung

Der Verband wurde im Rahmen der Krise in der Ukraine 2014 aufgestellt, um die prorussischen Separatisten in der Ostukraine militärisch zu bekämpfen. Der erste Kommandant war Serhij Melnitschuk. 
Zu den finanziellen und politischen Unterstützern zählte der Oligarch Ihor Kolomojskyj. Im März 2015 Mitglieder Aidar in der Zentrale der staatlichen Ölgesellschaft UkrTransNafta auf, nachdem die Regierung in Kiew den von Kolomojskyj eingesetzten Vorstandsvorsitzenden Oleksandr Lazorko entlassen hatte, um nach Aussage von Kolomoisky das Unternehmen vor einer illegalen Übernahme zu schützen.
Anders als die meisten freiwilligen ukrainischen Kampfverbände, die dem Innenministerium der Ukraine bzw. der Nationalgarde unterstellt sind, ist das Bataillon Ajdar als 24. Sturmbataillon zur besonderen Verwendung in die  ukrainische Armee eingegliedert.
Am 5. März 2022 gab die russische Militärführung an, das Hauptquartier des Bataillons sei durch Beschuss einer russischen Kampfdrohne zerstört worden.

## Struktur und politische Ausrichtung
Die Tagesschau berichtete im Jahr 2014:

„Besonders berüchtigt ist das Bataillon AIDAR, zu dem rechtsgerichtete ukrainische Nationalisten gehören, von denen sich einige mit Hakenkreuzen und anderen Nazi-Symbolen schmücken, als Abzeichen auf der Tarnkleidung oder als Tätowierung auf dem Körper. Die Anführer und viele Mitglieder sind bekennende Neonazis und Mitglieder von rechtsextremen Gruppen.“

Zum Zeitpunkt der Aufstellung des Bataillons 2014 verfügten nur etwa 10 % der Angehörigen bereits über eine militärische Ausbildung. Die Freiwilligen durchliefen zunächst eine Grundausbildung von zwei Wochen, die meisten Mitglieder der Kampfeinheit stammten aus der Ostukraine bzw. aus dem Donezbecken und gehörten oft akademischen Berufen an.

## Kriegsverbrechen
Die Internationale Menschenrechtsorganisation Amnesty International berichtete im September 2014 über Kriegsverbrechen des Ajdar-Bataillons. Seinen Mitgliedern werden Entführung, Raub, Misshandlung, Erpressung und vorgetäuschte Hinrichtungen vorgeworfen. Im Dezember 2014 blockierte das Bataillon humanitäre Hilfe für die Bevölkerung im Osten der Ukraine. Amnesty International warf Ajdar deswegen vor, das Aushungern von Zivilisten als Kriegsmittel einzusetzen.
Mitgliedern des Verbands werden von ukrainischen Behörden und international agierenden Menschenrechtsorganisationen zahlreiche schwere Verbrechen, wie Morde und Entführungen, vorgeworfen.
Die ukrainische Berufssoldatin Nadija Sawtschenko kämpfte im Bataillon Ajdar, als sie im Juni 2014 in der Ostukraine von pro-russischen Separatisten festgenommen wurde, später wurde sie nach Russland verbracht. Die russische Justiz wirft Sawtschenko vor, sie habe einen Angriff koordiniert, bei dem zwei russische Journalisten getötet wurden. Im Mai 2016 kam sie wieder frei.